# San Salvatore (Lucca)

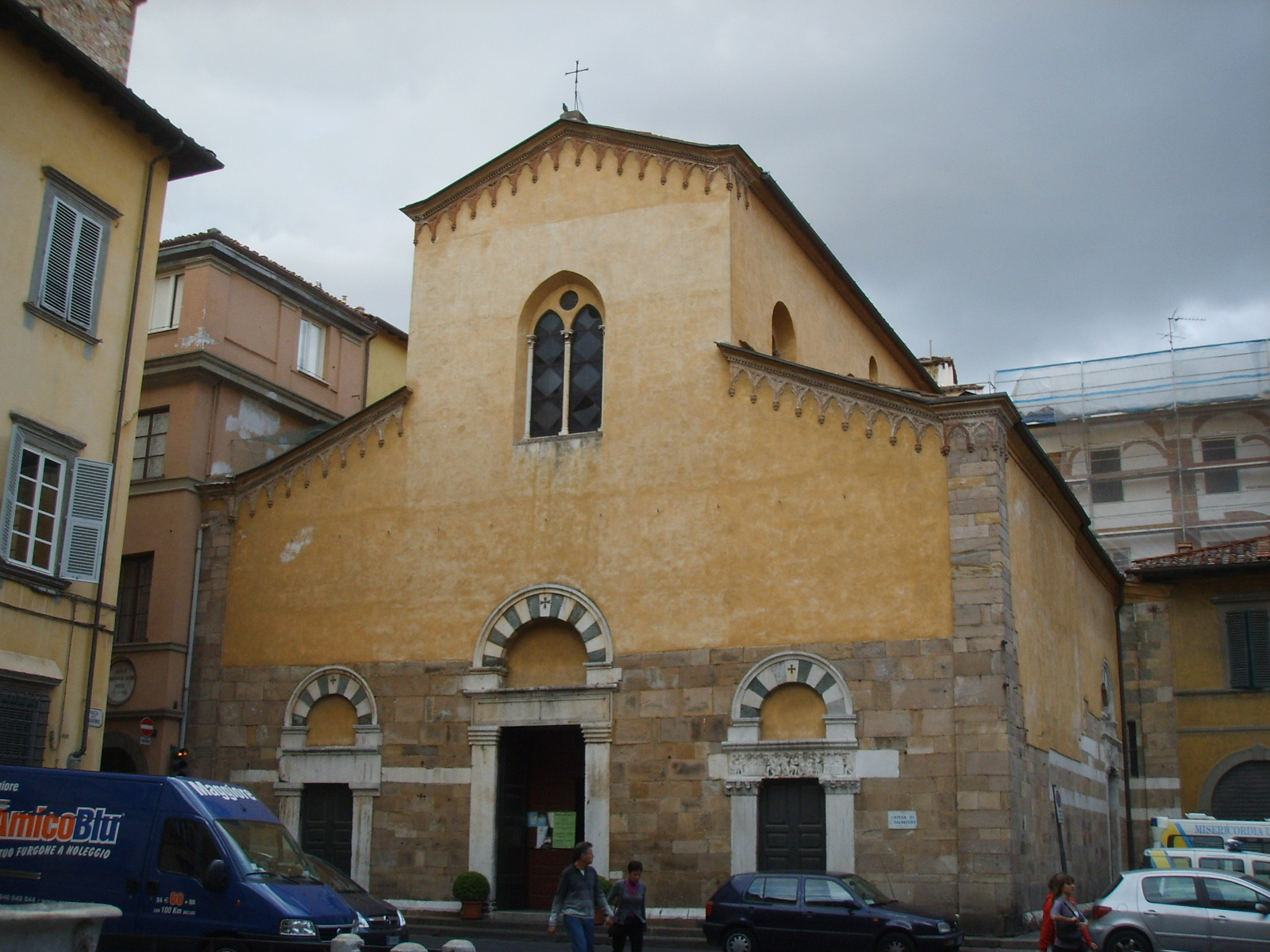
San Salvatore, Fassade

Das Frauenkloster Santa Giustina bzw. San Salvatore in Brisciano in Lucca befindet sich an der Piazza San Salvatore und damit am Anfang der Via Santa Giustina. Nach dem Kloster ist auch der Stadtteil San Salvatore benannt.

## Geschichte
Das Kloster wurde wohl in der zweiten Hälfte des 8. Jahrhunderts gegründet. Im Jahr 861 wird unter den Besitzungen des Klosters San Salvatore in Brescia das von Herzog Allo in Lucca erbaute Kloster genannt, bei dem es sich vermutlich um Santa Giustina/San Salvatore handelt. Für die spätere Zeit ist die Unterstellung des Klosters unter die Abtei in Brescia eindeutig. In Santa Giustina wurde Ermengard, eine Tochter des Königs Lothar II. von Lotharingien († 869) begraben, deren Todesjahr jedoch unbekannt ist.
Das Kloster war im Mittelalter das wohlhabendste in der Stadt. Es genoss den Schutz der Karolinger, insbesondere der Kaiser Ludwig dem Frommen und Ludwig II., aber auch von Otto I. Mitte des 11. Jahrhunderts wurde im Kloster die Benediktinerregel eingeführt. Im Jahr 1175 unterstellte Papst Alexander III. das Kloster direkt dem Heiligen Stuhl (Exemtion). Die Nonnen, die aus dem Patriziat Luccas stammten, hatten zumeist das Ordensgelübde abgelegt. Dem Kloster wurden Anfang des 15. Jahrhunderts die Klöster Santa Mara di Pontetetto (Ortsteil von Lucca, eingegliedert etwa 1404), San Martino in Gello di Camaiore (1414 auf Befehl des Bischofs von Lucca in San Giustina) eingegliedert.
Im Jahr 1808 wurden unter der Herrschaft Elisa Bonapartes und ihres Ehemanns Félix Baciocchi die Klöster in Lucca aufgehoben, darunter auch San Salvatore. Die Klostergebäude wurden Bestandteil des örtlichen Krankenhauses und zum Heim für uneheliche Kinder gemacht. Unter den Bourbonen wurden die Benediktinerinnen zwar wieder zugelassen, erhielten aber andere Gebäude als Unterkunft zugewiesen. 1867 wurde das Kloster erneut aufgelöst.

## Architektur

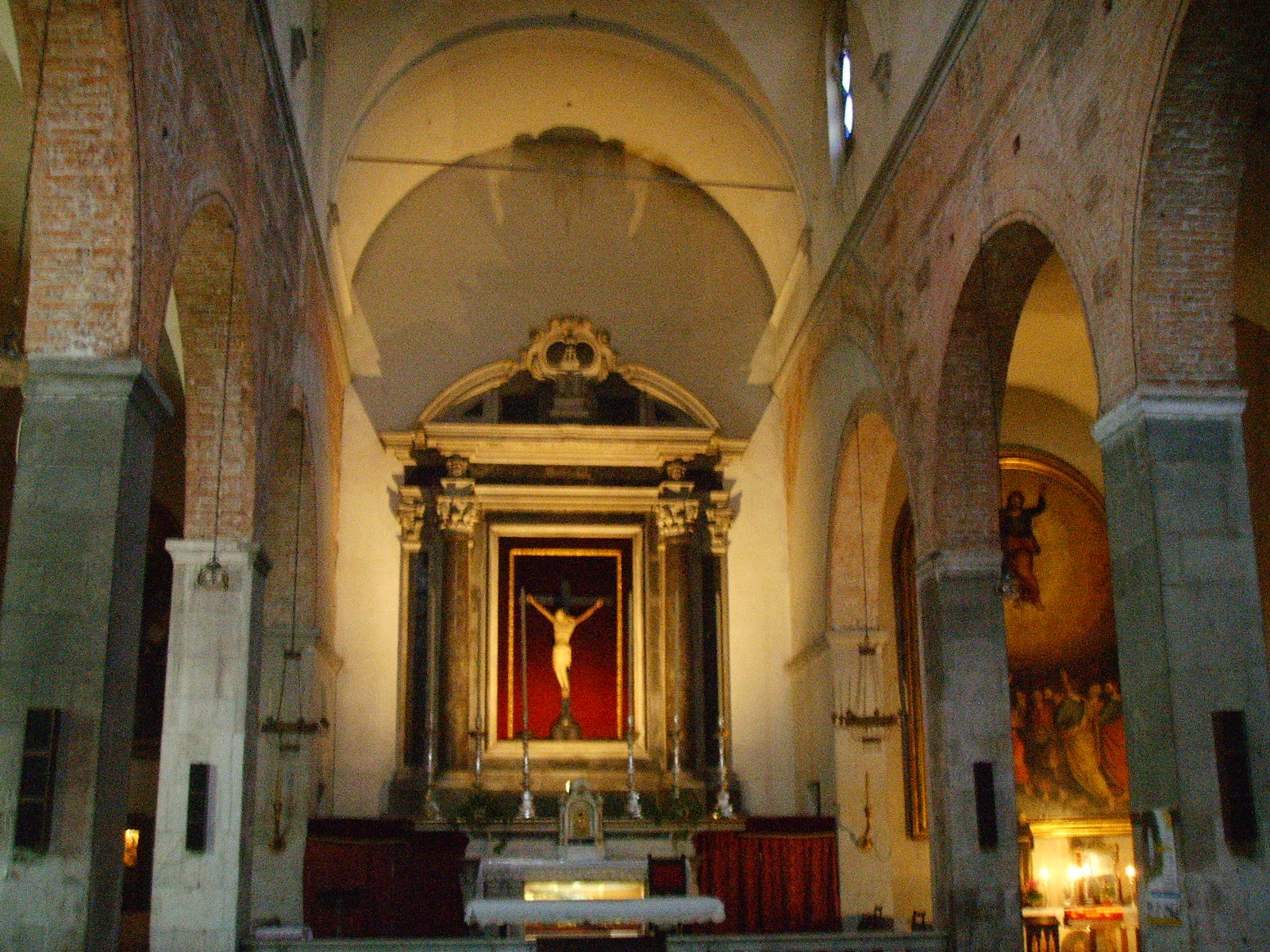
Innenansicht

Die Kirche San Salvatore besteht seit dem Jahr 1009 und wurde im 12. Jahrhundert erneuert. Vom Gebäude aus dem 12. Jahrhundert existiert vor allem noch der untere Teil der Wand der Fassade und der Südseite bis zu einer Höhe von etwa zwei Meter. Der Rest weist Anzeichen einer Renovierung im neo-mittelalterlichen Stil des 19. Jahrhunderts auf. Auch die Nikolaus-Reliefs über dem Hauptportal und dem rechten Nebenportal stammen aus der zweiten Hälfte des 12. Jahrhunderts. Der dreischiffige Innenraum wurde zur Zeit der Bourbonenherrschaft im 19. Jahrhundert erneuert.